# Tropidion praecipuum
Tropidion praecipuum là một loài bọ cánh cứng trong họ Cerambycidae.